# 克拉斯內波萊
49°40′2″N 39°31′1″E / 49.66722°N 39.51694°E
马里诺皮尔（烏克蘭語：Маринопіль），2024年9月前名为克拉斯內波萊（烏克蘭語：Красне Поле），是位於烏克蘭東部的村莊，由盧甘斯克州舊比利斯克區的馬爾基夫卡市鎮負責管轄。該村始建於1929年，面積2.67平方公里，海拔高度142米，2001年人口346，人口密度每平方公里129.6人。
2024年9月19日，乌克兰最高拉达将此村名字改为马里诺皮尔。